# Brian Johns (homme d'affaires)
Brian Francis Johns, né le 6 mai 1936 à Cairns (Queensland) et mort le 1er janvier 2016 à Sydney (Nouvelle-Galles du Sud), est un homme d'affaires et journaliste australien.

## Biographie

### Décès
Brian Johns meurt le 1er janvier 2016 au Sydney hospital, après s'être battu contre le cancer.